# Herbert Kaufmann (Volkskundler)
Herbert Kaufmann  (* 24. August 1920 in Köln; † 27. November 1976 ebenda) war ein deutscher Ethnologe, Journalist, Fotograf und Schriftsteller.

## Leben
Herbert Kaufmann wuchs in Köln auf und besuchte dort das Gymnasium in der Kreuzgasse. Nach dem Abitur absolvierte er 1938 eine Lehre als Industriekaufmann und war anschließend in der chemischen Industrie tätig. Als geborener Jude wurde er in der Zeit des Zweiten Weltkriegs in der Eifel versteckt. Nach dem Krieg heiratete er eine Protestantin und konvertierte selbst.
Seit 1951 unternahm er ausgedehnte Reisen nach Afrika, die er vornehmlich mit dem Verkauf seiner zahlreichen Fotografien finanzierte. Längere Zeit verbrachte er in der Umgebung von Timbuktu und im Norden des heutigen Mali, wo er ausgedehnte Studien zu den Tuareg im Adrar-n-Ifoghas betrieb. Seine persönlichen Erfahrungen verarbeitete er in den Jugendromanen Stadt unter dem Wüstensand, Der verlorene Karawanenweg und Roter Mond und Heiße Zeit.
Nach seiner Rückkehr aus Afrika studierte Herbert Kaufmann an der Universität Köln Ethnologie, Soziologie und Geografie. 1960 schloss er sein Studium mit der Promotion zum Dr. phil. ab. Das Thema seiner Doktorarbeit war der Kulturwandel bei den Tuareg zwischen Niger und algerischer Grenze. Seit 1962 arbeitete er als Auslandskorrespondent 10 Jahre für den WDR und mehrere bundesdeutsche Zeitungen insbesondere die FAZ, Westermann Monatshefte und Rundfunksender in Nairobi Ostafrika.
Herbert Kaufmann war neben seiner journalistischen Tätigkeit Verfasser von Reise- und Expeditionsberichten, meist in der Form von Jugendbüchern, in denen er mehrfach seine persönlichen Erfahrungen mit den Tuareg und anderen afrikanischen Völkern verarbeitete. Auch für den Rundfunk, speziell für den WDR-Schulfunk, war er tätig. Seine Beiträge zeichneten sich durch Ironie aus, aber vor allem durch das Bemühen, in den 1950er und 60er Jahren, die noch durch traditionelle, d. h. negative Afrikaklischees geprägt waren, zu einem realistischen Bild des afrikanischen Kontinents im deutschsprachigen Raum beizutragen. Die Romane waren meistens aus der Perspektive der Afrikaner geschrieben, und die Europäer, sofern sie überhaupt in Erscheinung traten wie in den Sahara-Romanen Der verlorene Karawanenweg und Die Stadt unter dem Wüstensand, erschienen nicht als weiße Helden wie bei Karl May, sondern waren Partner der Afrikaner oder ihnen in der Beherrschung der Natur sogar unterlegen.
In seinem Roman Des Königs Krokodil (1960), das anlässlich der Entlassung vieler afrikanischer Staaten in die Unabhängigkeit erschien, ging Kaufmann in einer für diese Zeit ungewohnten Weise auf kritische Distanz zu den europäischen Kolonialmächten und ihrer Vergangenheit in Afrika und prangerte die Vorgehensweise der Briten in Nigeria an.
Herbert Kaufmann war einer der ersten Wissenschaftler, die seit den 1950er Jahren die Wiederentdeckung und Rehabilitierung des Afrikaforschers Heinrich Barth betrieben, der in Deutschland fast ganz in Vergessenheit geraten war.
Kaufmann starb 1976 im Alter von 56 Jahren. Seine Grabstätte befindet sich auf dem Kölner Melaten-Friedhof.

## Auszeichnungen und Ehrungen
- 1958 Deutscher Jugendbuchpreis für Roter Mond und Heiße Zeit
- 1960 Friedrich-Gerstäcker-Preis für Des Königs Krokodil

## Werke
Kaufmanns Romanbiografie des westafrikanischen Herrschers Ja-Ja (1821–1891), Des Königs Krokodil, wurde 1962 u. d. T. The King’s Crocodile in englischer Sprache veröffentlicht und ist in Nigeria, König Ja-Jas Heimat, immer noch erhältlich. Die preisgekrönte Liebesgeschichte Roter Mond und Heiße Zeit, die bei den Tuareg im Norden von Mali angesiedelt ist, wurde seit ihrem ersten Erscheinen ebenfalls immer wieder neu aufgelegt und in mehrere Sprachen übersetzt, zuletzt im Jahre 2006 (s. Literaturliste).
- Afrika, Frankfurt am Main 1954
- Der verlorene Karawanenweg (auch u. d. T. Die Hammelpiste), Graz u. a. 1955 (Roman)
- Rote Straßen, schwarze Menschen. Reise durch das sich wandelnde Afrika, München o. J. (1955)
- Kongo zwischen gestern und morgen, Murnau 1956
- Der Teufel tanzt im Ju-Ju-Busch, Graz u. a. 1956 (Roman)
- Roter Mond und Heiße Zeit, Graz u. a. 1957 (Roman über die Ifoghas-Tuareg)
- Die Stadt unter dem Wüstensand, Graz u. a. 1957 (Roman)
- Nigeria, Bonn 1958
- Reiten durch Iforas, München 1958 (Reisebericht mit sehr schönen Bildern)
- Sulei, der kleine Negerjunge, Köln u. a. 1958 (zusammen mit Gerty Kaufmann)
- Belgisch Kongo und Ruanda-Urundi, Bonn 1959
- Des Königs Krokodil, Köln u. a. 1959 (Roman)
- Pfeile und Flöten, Graz u. a. 1960 (Roman)
- La piste perdue. Paris 1960 (Übers. von Der verlorene Karawanenweg)
- Äthiopien, Bonn 1962
- Dein neuer Nachbar in Afrika, Düsseldorf 1962
- Afrikas Weg in die Gegenwart, Braunschweig 1963
- Wirtschafts- und Sozialstruktur der Iforas-Tuareg, Köln 1964 (Phil. Diss.)
- Tule Tiptops merkwürdige Reise, Graz u. a. 1977
- Red Moon and High Summer. London 2006 ISBN 0-907871-34-8 (engl. Ausgabe von Roter Mond und Heiße Zeit).